# Cwm Carne
Koordinaten: 51° 50′ 0″ N, 3° 12′ 0″ W
Der Cwm-Carne-Stausee ist oder war ein Stausee nördlich von Newport, Wales, Großbritannien. Im Jahr 1875 ereignete sich hier ein Dammbruch, durch den es zwölf Tote gab.

## Das Bauwerk
Der 1792 gebaute Staudamm aus Erdschüttmaterial war 12 m hoch und im Innern mit Lehm geringer Qualität abgedichtet. Der Stausee fasste 90.000 Kubikmeter Wasser. Er diente dem Monmouthshire and Brecon Canal zur Wasserversorgung. Er wurde jahrelang vernachlässigt, weil er kaum gebraucht wurde, wurde kaum repariert, unterlag viele Jahre lang interner Erosion und war deshalb in einem schlechten Zustand. Es soll lange Zeit zwei Lecks mit Wasseraustritten gegeben haben.

## Das Unglück
Am 14. Juli 1875 um 17:30 Uhr wurde der Staudamm nach starken Regenfällen überflutet, bis er um 23:00 Uhr brach.
Die Folge war eine Flutwelle, durch die zwölf Menschen ums Leben kamen.